# Carlo Marini
Pour les articles homonymes, voir Marini.
Carlo Marini (né à Spolète le 27 avril 1950 mort à Rome le 5 janvier 2019) est un acteur, réalisateur et acteur de doublage italien,.

## Biographie
Après des études en médecine, Carlo Marini se tourne vers le doublage au cinéma.
En tant qu'acteur, il a joué dans les films W la foca de Nando Cicero], Cugine mie de Marcello Avallone et Von Buttiglione Sturmtruppenführer de Mino Guerrini, ainsi que dans des fictions Rai Posso chiamarti amore? et  Mediaset Il testimone.
Il a joué dans deux opéras mis en scène par Franco Enriquez (it) : Coriolano (1975) et Il sipario Ducale. (1976).
Marini est également le réalisateur de films de doublage en tant que directeur tels que Peloton, Terminator et Edward aux mains d'argent.
Il a été le narrateur de  documentaires de l'émission La macchina del tempo, diffusée sur Rete 4.

## Filmographie

### Cinéma
- Von Buttiglione Sturmtruppenführer, de Mino Guerrini (1977)
- Cugine mie, de Marcello Avallone (1978)
- W la foca, de Nando Cicero (1982)

#### Télévision
- Indizio fatale - film TV (1999)
- Il testimone - film TV (2001)
- Posso chiamarti amore? - film TV (2004)

## Source de traduction
- (it) Cet article est partiellement ou en totalité issu de l’article de Wikipédia en italien intitulé « Carlo Marini » (voir la liste des auteurs).